# Mauerwinkelspinne
Die Mauerwinkelspinne (Tegenaria parietina), auch „Hausspinne“ genannt, ist eine in Mitteleuropa recht seltene Art der Gattung der Kleinen Winkelspinnen (Tegenaria) aus der Familie der Trichterspinnen (Agelenidae). Ihr Verbreitungsgebiet reicht von Nordafrika bis Zentralasien. Sie kommt außerdem in Uruguay und Argentinien vor. Sie wurde 1785 von Antoine François de Fourcroy, wie viele der Spinnen damals, als Aranea parietina beschrieben.
Der deutsche Trivialname „Hausspinne“ wird landläufig bei vielen Spinnen der Gattung Tegenaria und verwandter Gattungen (z. B. Eratigena) verwendet, die auch oft in Häusern zu finden sind. Neben der Mauerwinkelspinne sind das:
- die Hauswinkelspinne (Tegenaria domestica, Syn.: T. derhami und T. domesticus),
- die Große Winkelspinne (Eratigena atrica, Syn.: Tegenaria atrica).
- und die Rostrote Winkelspinne (Tegenaria ferruginea, Syn.: Malthonica ferruginea)

## Merkmale
Tegenaria parietina ist eine zierliche Art von 11 bis 20 Millimetern (Weibchen) oder 11 bis 17 Millimetern (Männchen) Körperlänge mit bis zu dreimal so langen Beinen. Die Spannweite der Beine kann zwischen hinteren und vorderen Beinen bis zu 14 cm betragen. Die Grundfärbung ist rötlich-braun, der Brustschild ist einfarbig (Weibchen) oder mit einem hellen, abgerundeten Mittelband und drei seitlichen Flecken (Männchen) versehen. Die Weibchen werden bis zu 8 Jahre alt, während die Männchen meistens kurz nach der Paarung sterben.

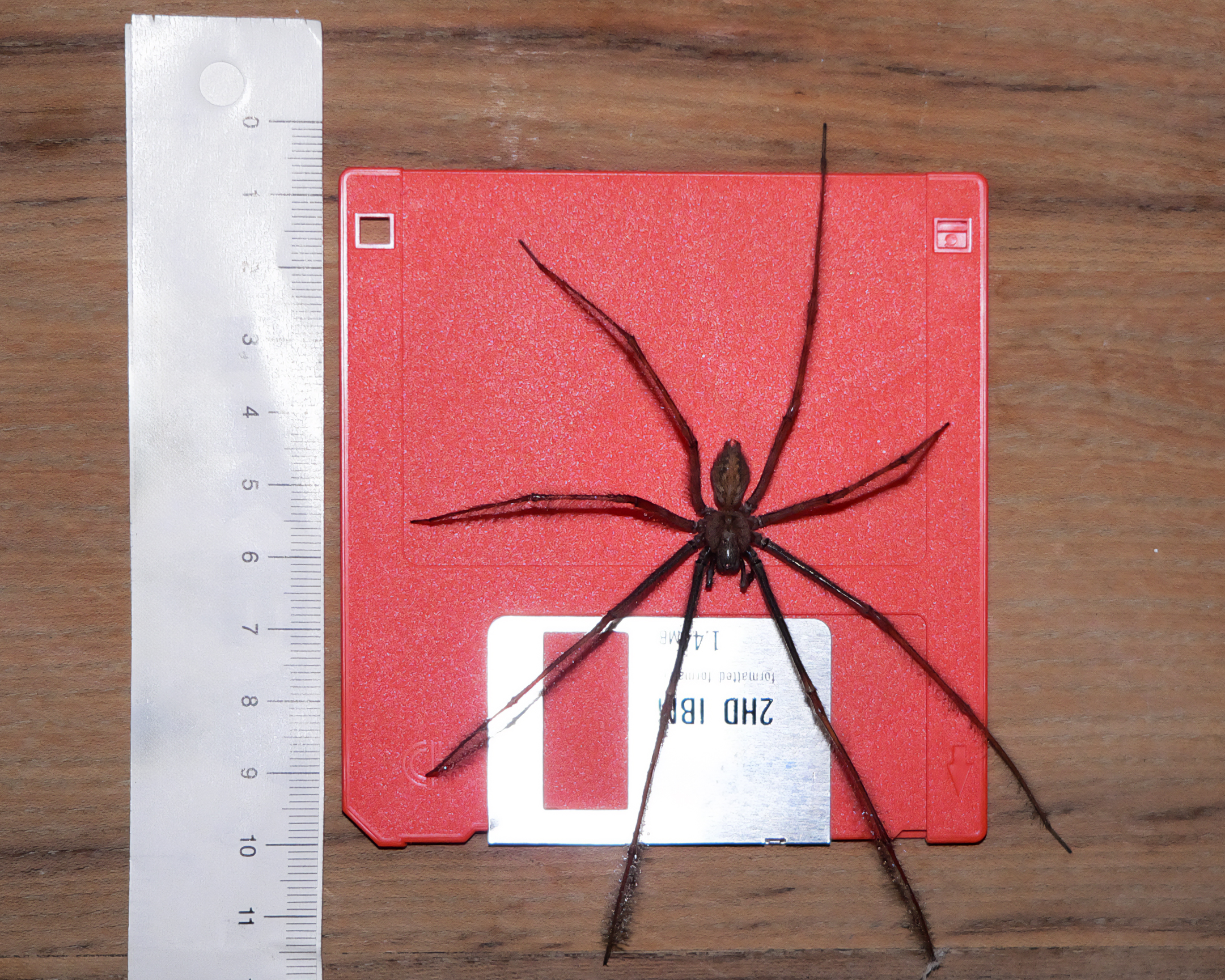
Tegenaria parietina

## Verbreitung in Europa
Tegenaria parietina ist eine von 15 mitteleuropäischen Arten der Winkelspinnen. Sie ist vor allem in Südeuropa verbreitet, ihr Vorkommen reicht im Norden bis Bayern. Sie lebt dort in Häusern oder an Mauern. Sie kann mit der Rostroten Winkelspinne (Tegenaria ferruginea) durch die ähnliche Grundfärbung verwechselt werden.